# Afectivitate
Afectivitatea este o componentă fundamentală a psihicului uman, la fel de prezentă în comportamentul și activitatea oamenilor ca și cogniția. Analiza psihologică a fost centrată întotdeauna în jurul relației rațiune-emoție, cu exagerările cunoscute – în direcția supraestimării rațiunii și subestimării afectivității sau în direcția supraestimării rolului trăirilor emoționale și subestimării rolului rațiunii.
Afectivitatea înseamnă comportare emotivă, sensibilitate.
În mod firesc, opozițiile exclusiviste și absolutizările unilaterale nu pot conduce decât la soluții eronate. Realitatea psihologică a omului este de așa natură că nici una din cele două componente ale ei nu poate fi eliminată fără a-i provoca o mutilare gravă. Dimpotrivă, modelul ideal al omului ar fi acela în care ambele componente să atingă niveluri de dezvoltare cât mai înalte și să se echilibreze reciproc: câtă gândire, atâta și sentiment, cât sentiment atâta și gândire. Filogenetic și ontogenetic, proprietatea și disponibilitatea vibrării și trăirii emoționale preced disponibilitatea și capacitatea nu numai a gândirii, ci și a percepției.
La subiectul adult, pragul răspunsului emoțional la un stimul vizual sau auditiv este mai scăzut decât al percepției, astfel că se poate trage concluzia generală că răspunsul primordial al organismului uman la stimulările din afară este unul emoțional. Activarea emoțională nespecifică pregătește și mediază activarea perceptiv-cognitivă specifică. Pe măsura diferențierii și identificării stimulului, reacția emoțională primară, nespecifică, va fi înlocuită cu trăirea emoțională specifică, adecvată naturii și semnificației stimulului. Reacția primară intră în componența reflexului necondiționat de orientare, iar cea de-a doua intră în componența actului cognitiv propriu-zis.
De aici decurge dubla condiționare și dublul rol al sferei afective. O primă condiționare rezidă în deficitul de informație despre stimul, iar cea de-a doua în semnificația stimulului, stabilită în urma identificării lui.
Corespunzător celor două tipuri de condiționare, vom avea și cele două roluri: unul de alertă-activare energetică, prin care se accelerează procesul percepției sau interpretării, altul de selectare și potențare a atitudinii și comportamentului în raport cu stimulul. Și într-un caz și într-altul, la baza producerii reacției și trăirii emoționale stă interacțiunea dintre subiect și situație. Semnificația care acționează ca factor determinativ în apariția emoției rezultă din raportarea proprietăților obiective ale stimulului la așteptările și stările de motivație ale subiectului.
În lumina celor de mai sus, putem defini afectivitatea ca fiind ansamblul proceselor psihice care reflectă, sub forma unor trăiri subiective specifice, raportul de concordanță, respectiv, discordanță, dintre dinamica evenimentelor interne (stările proprii de necesitate, motivație) și dinamica evenimentelor externe (stimulii, situațiile obiective și proprietățile lor).
Procesele afective, indiferent de forma în care se structurează, pun în evidență câteva trăsături comune, și anume: polaritatea, intensitatea, durata, convertibilitatea și ambivalența.

## Conținutul informațional al afectivitații
Afectivitatea reflectă relațiile dintre subiect și obiect sub formă de trăiri afective. Afectivitatea reflectă raportul de concordanță sau discordanță dintre dinamica stărilor interne de necesitate și dinamica evenimentelor, a situațiilor obiective externe.
Între stimulii interni și realitatea înconjurătoare au loc confruntări și ciocniri ale căror efecte sunt tocmai procesele afective. Aprobarea sau satisfacerea cerințelor interne generează plăcere, mulțumire, entuziasm, pe când nesatisfacerea acestor cerințe generează stări de neplăcere, nemulțumire, frustrare, tristețe. Astfel, în cadrul proceselor afective pe primul plan se situează valoarea și semnificația obiectului pentru subiect.
Nu obiectul în sine este important, ci relația dintre el și subiect, întrucât numai într-o asemenea relație obiectul capătă semnificații, în funcție de gradul și durata satisfacerii trebuințelor.

## Funcțiile afectivității
Afectivitatea îndeplinește funcții de alertă și activare energetică, de selectare și potențare a comportamentului, în raport cu stimulii și posibilitățile satisfacerii trebuințelor.
Afectivitatea are atât o funcție reflectorie, cât și una adaptativ reglatorie. Ea organizează conduita, susține energetic activitatea, dar poate să o și dezorganizeze la nivele de intensitate prea ridicată.
Funcția esențială a afectivității în raport cu întreaga viață psihică este aceea de susținere și potențare energetică. Prin afectivitate, omul se manifestă ca o ființă capabilă să vibreze, să empatizeze, să se transpună și să trăiască în plan intern raporturile sale cu lumea.

## Structurile operatorii ale afectivității
Afectivitatea nu dispune de structuri operatorii, deoarece este un proces pulsional, tensional. Raporturile afective cu lumea sunt foarte fluide, parcurg o succesiune de stări ce nu pot fi subordonate sau manipulate prin intervenția unor operații automatizante.
Putem vorbi cel mult despre o serie de structuri și reacții emoționale de diferite tipuri, de expresii emoționale dintre care unele sunt înnăscute și identice la toți oamenii, iar altele sunt dobândite prin învățare, imitație și chiar convenționalizare.

## Produsul afectivității
Afectivitatea este trăită în plan subiectiv ca o vibrație concomitent organică, psihică și comportamentală. Ea este tensiunea întregului organism cu efecte de atracție sau respingere, căutare sau evitare. Procesele afective constituie armonizarea sau conflictul individului cu lumea sau cu sine. Afectivitatea reprezintă reflectarea lumii în subiect și vibrația subiectului în lumea sa.
Trăirile afective constituie deci produsul afectivității, ele sunt concomitent stare și acțiune, concentrate intern, dar și șuvoi neîntrerupt de manifestări exterioare.
Trăirile afective pot fi: trăiri afective primare, care au un caracter spontan, fiind mai apropiate de instinct, mai slab conștientizate și raționalizate, (tonul afectiv al proceselor cognitive, trăirile afective de proveniență organică și afectele); complexe (emoțiile curente, emoțiile superioare, dispozițiile afective) și superioare, (sentimentele și pasiunile).